# 聊斋 (2007年电视剧)
《聊斋》是一部改编清代著名小說《聊斋志异》神鬼故事而成的古装神怪电视剧，是聊斋1的第二部，又称聊斋2。拍摄于2006年，于2007年7月11日在上海东方电影频道黄金档率先播出，其后在中国内地各电视台广泛播出。本剧共分6个单元，分别是《莲香》、《胭脂》、《婴宁》、《粉蝶》、《义犬》和《罗刹海市》，演员方面依然由两岸三地的明星倾情加盟，由杨雪与贾青出演《莲香》；韩雪、严屹宽出演《胭脂》；六月、赵毅出演《婴宁》；刘品言、彭于晏出演《粉蝶》；陈浩民、林静出演演《义犬》，叶璇、孙耀威出演《罗刹海市》。并延续了聊斋1的制作模式。

## 演员表

### 《莲香》
| 角色   | 演員   |
| 方 琳  | 贾 青  |
| 莲 香  | 杨 雪  |
| 桑 晓  | 陈大伟 |
| 韦亦奇 | 吴岱融 |
| 李红映 | 杨旻娜 |
| 魔 尊  | 周野芒 |
| 方力鹏 | 宿兆麟 |
| 釋 緣  | 劉 威  |

### 《胭脂》
| 角色   | 演員   |
| 胭 脂  | 韩 雪  |
| 鄂子川 | 严屹宽 |
| 胭 霞  | 李 黎  |
| 宿介郎 | 骆达华 |
| 鄂太行 | 公方敏 |
| 叶 星  | 陈纪匡 |
| 馒 头  | 哈 哈  |
| 饺 子  | 侯康生 |

### 《婴宁》
| 角色     | 演員   |
| 婴 宁    | 六 月  |
| 王子服   | 赵 毅  |
| 王子楚   | 杨 晨  |
| 林卿兰   | 韩雯雯 |
| 雷 神    | 周 浩  |
| 五行道人 | 刘家辉 |
| 古 仁    | 方舟波 |
| 贾忠光   | 戴兆安 |
| 楚 母    | 赵敏芬 |

### 《粉蝶》
| 角色   | 演員   |
| 粉 蝶  | 刘品言 |
| 阳曰旦 | 彭于晏 |
| 王 丰  | 何中华 |
| 阳十娘 | 刘雪华 |
| 晏春秋 | 郭 军  |
| 小 弦  | 陆 琳  |
| 皇 帝  | 李法曾 |
| 皇 后  | 张 莛  |
| 阳 父  | 陈伟国 |
| 阳 母  | 陈鸿梅 |

### 《义犬》
| 角色   | 演員   |
| 郝天全 | 陈浩民 |
| 贾双双 | 林 静  |
| 贾 德  | 施 羽  |
| 刘 芳  | 钟淑慧 |
| 李 昂  | 王 力  |
| 杨 戬  | 韩木墩 |

### 《罗刹海市》
| 角色     | 演員   |
| 小 乔    | 叶 璇  |
| 马 骥    | 孙耀威 |
| 董清荷   | 张 茜  |
| 董太尉   | 關 菁  |
| 捕龙老叟 | 孙乐秋 |
| 徐 彪    | 郭定文 |
| 小 蓉    | 张琦君 |

## 主创
- 出品人：裘立新
- 总策划：陈　欧
- 监制：邝业生
- 编剧：徐达初
- 导演：成志超
- 联合摄制：
  - 上海影视有限公司
  - 上海益通文化传播有限公司
  - 上海东锦文化传播有限公司
  - 上海联林影视有限公司